# روبرت ويليام هيوز
روبرت ويليام هيوز (بالإنجليزية: Robert William Hughes)‏ هو قاضي ومحامي أمريكي، ولد في 16 يناير 1821 في مقاطعة باوهاتن في الولايات المتحدة، وتوفي في 10 ديسمبر 1901 في أبينغدون في الولايات المتحدة.